# Эгитуйское сельское поселение
Се́льское поселе́ние «Эгитуйское» (бур. Эгэтын hомон) — муниципальное образование в Еравнинском районе Бурятии Российской Федерации.
Административный центр — посёлок Можайка.

## История
Статус и границы сельского поселения установлены Законом Республики Бурятия от 31 декабря 2004 года № 985-III «Об установлении границ, образовании и наделении статусом муниципальных образований в Республике Бурятия»

## Население
| 2002  | 2011  | 2012  | 2013  | 2014  | 2015  | 2016  |
| ----- | ----- | ----- | ----- | ----- | ----- | ----- |
| 1808  | ↗1870 | ↘1816 | ↘1757 | ↘1715 | ↘1667 | ↘1604 |
| 2017  | 2018  | 2019  | 2020  | 2021  | 2023  | 2024  |
| ↘1570 | ↘1509 | ↘1498 | ↘1451 | ↘1360 | ↘1332 | ↘1314 |

## Состав сельского поселения
| № | Населённый пункт | Тип населённого пункта          | Население |
| - | ---------------- | ------------------------------- | --------- |
| 1 | Можайка          | посёлок, административный центр | ↗1117     |
| 2 | Поперечное       | село                            | ↗383      |
| 3 | Улзытэ           | село                            | ↘33       |
| 4 | Эгита            | село                            | ↘342      |